# Johan Mårtensson
Johan Daniel Mårtensson, född 16 februari 1989 i Horns församling, Skövde, är en svensk tidigare fotbollsspelare (mittfältare) som avslutade sin karriär i Degerfors IF efter säsongen 2024. Han representerade också bland annat Utrecht, Örebro SK, Helsingborgs IF, Panetolikos och Gais.

## Klubbkarriär
Mårtenssons moderklubb är Ulvåkers IF, vilka han lämnade sommaren 2008 för Gais. Innan han kom till Gais var han utlånad till Skövde AIK. Han gjorde sitt första allsvenska mål på Söderstadion sommaren 2008 då Gais vann mot Hammarby IF med 4–2, och sammanlagt gjorde han 78 allsvenska matcher för Gais.
I juli 2011 skrev han på för nederländska FC Utrecht. Den 17 juli 2014 återvände Mårtensson till Sverige och skrev på för Helsingborgs IF. Han debuterade för klubben den 20 juli 2014 i en 1–1-match mot Örebro SK.
I december 2016, en kort tid efter Helsingborgs degradering till Superettan skrev han på för allsvenska Örebro SK. I september 2019 förlängde han sitt kontrakt i klubben fram över 2021.
Den 21 december 2021 blev Mårtensson klar för grekiska Panetolikos, där han skrev på ett kontrakt till sommaren 2023.
Den 3 juli 2023 presenterades Mårtensson av Degerfors IF, med ett kontrakt över säsongen 2024. Efter säsongen 2024 avslutade Mårtensson spelarkarriären.

## Landslagskarriär
Han har spelat i P-19-landslaget och har också gjort några U21-landskamper för Sverige.